# Zastava Južne Koreje
Zastava Južne Koreje (službeno Republika Koreja) usvojena je 6. ožujka 1883. Na bijeloj podlozi nalazi se crveno-plavi simbol jina i janga te tri crne pruge na uglovima zastave. 
Simbol na zastavi potječe iz kineske knjige I Ching koja predstavlja filozofske ideje svemira. Dizajn se temelji na tradicionalnoj upotrebi crvene, plave i žute boje, dok bijela podloga predstavlja čistoću naroda.
Pruge označavaju:
- ☰ Silu = nebo, proljeće, istok, vrline
- ☷ Polje = zemlju, ljeto, zapad, pravdu
- ☲ Zračenje = sunce, jesen, jug, uljudnost
- ☵ Ždrijelo = mjesec, zimu, sjever, znanje ili mudrost

## Vanjske poveznice
- Flags of the World